# Airport Security Canada
Airport Security Canada è stato un programma televisivo canadese, adattamento dell'omonimo format australiano, in onda negli anni 2010 su National Geographic Channel e trasmesso in Italia da DMAX.
Raccontava l'attività degli agenti della dogana aeroportuale canadese contro l'immigrazione clandestina, il narcotraffico, gli atti terroristici e la diffusione di parassiti e malattie esotiche.
La maggior parte degli episodi erano ambientati nell'Aeroporto Internazionale di Vancouver.
Esistono anche una versione australiana del programma denominata Airport Security (Border Security: Australia's front line), una neozelandese denominata Airport Security Nuova Zelanda (Border Patrol), una britannica denominata Niente da dichiarare (Customs), una statunitense denominata Airport Security USA e, dal 2016, anche Airport Security: Spagna (Control de fronteras España) dello stesso filone, tutti trasmessi in Italia da DMAX e Nove. Inoltre è stata creata anche la versione Airport Security Europa.

## Stagioni
| Stagione         | Episodi | Prima TV USA | Prima TV Italia |
| ---------------- | ------- | ------------ | --------------- |
| Prima stagione   | 13      | 2012         | 2013            |
| Seconda stagione | 26      | 2013         | 2015            |